# برنتفورد، انتاریو
برنتفورد (به انگلیسی: Brantford) یک شهر در کانادا است که در جنوب‌غربی استان انتاریو واقع شده‌است.

## خصوصیات
برنتفورد ۹۳٬۶۵۰  نفر جمعیت دارد و ۲۴۸ متر بالاتر از سطح دریا واقع شده‌است.